# Billet de 100 dongs
100 VND (monnaie vietnamienne) (vietnamien : 100 đồng) est la monnaie encore en circulation au Viêt Nam. Cette pièce est l'une des pièces sur lesquelles l'image du président Hô Chi Minh n'est pas imprimée. Cette pièce est actuellement vendue comme antiquité sur les sites de réseaux sociaux pour un prix plusieurs fois supérieur à sa valeur nominale d'origine,.

## Information
| Dénominations | Taille      | Couleur principale | Décrire             | Décrire            | Décrire        | Libéré |
| Dénominations | Taille      | Couleur principale | Devant              | Arrière            | Type de papier | Libéré |
| ------------- | ----------- | ------------------ | ------------------- | ------------------ | -------------- | ------ |
| 100 ₫         | 120 × 59 mm | Rouge-Marron       | Emblème du Viêt Nam | Pagode de Pho Minh | Cotton         | 1992   |

## Voir plus
- Dong (monnaie)
- Argent polymère au Vietnam
- Pièces de métal au Vietnam
- Dong Vietnamien
- Billet de 500 000 dongs
- Billet de 200 000 dongs
- Billet de 100 000 dongs
- Billet de 50 000 dongs
- Billet de 20 000 dongs
- Billet de 10 000 dongs
- Billet de 5000 dongs
- Billet de 2000 dongs
- Billet de 1000 dongs
- Billet de 500 dongs
- Billet de 200 dongs
- Billet souvenir de 100 dongs
- Pièce de 200 dongs
- Billet souvenir de 50 dongs